# Savoia-Marchetti SM.93
Savoia-Marchetti SM.93 byl italský dvoumístný jednomotorový dolnoplošník se zatahovacím podvozkem z období druhé světové války.

## Vznik
Projekt letounu SM.93 byl navržen společností Savoia-Marchetti v září 1943. Regia Aeronautica objednala dva prototypy za podmínky, že stroje budou celodřevěné z důvodu nedostatku duralu v Itálli a budou poháněny motorem Daimler-Benz DB 605 vyráběným v licenci jako RC-58 o výkonu 919 kW. Konstruktér Alessandro Marchetti navrhl polohu pilota v kokpitu vleže, což mu mělo značně usnadnit vybírání střemhlavého letu při vysoké rychlosti a lépe snášet velké přetížení. Práce na prototypech se značně protahovaly a italská kapitulace je na čas dokonce zastavila. Německé okupační orgány však nařídily jejich pokračování. Dne 30. ledna 1944 pilot Rosei s letounem roloval na letišti Vergiate ve Varese, testoval neobvyklé ovládání a navykal si na omezený pohyb končetin a hlavy. Následující den s SM.93 provedl první let.

## Vývoj
Po zalétání následovaly krátké lety a úpravy letounu, protože pilot vznášel četné námitky proti uspořádání ovladacích prvků a snažil se zlepšit svou polohu v kabině. Do konce března prototyp uskutečnil 16 vzletů a nalétal 6 hodin a 40 minut. V dubnu 1944 německá dohlédací komise zastavila letové zkoušky a dále o letoun neprojevila zájem. K pokusům o střemhlavé bombardování s pumou pod trupovým výklopným závěsníkem, nebo menšími pumami pod křídlem tak nakonec vůbec nedošlo. Druhý rozestavěný prototyp nebyl dokončen.

## Popis konstrukce
SM.93 byl koncipován jako samonosný dolnoplošník celodřevěné konstrukce, pouze přední a střední část trupu měly trubkovou kostru potaženou duralovými plechy. Zadní část trupu tvořila dřevěná skořepina. Motor roztáčel třílistou stavitelnou vrtuli, chladiče byly dva pod křídlem. Zatahovací podvozek měl velmi široký rozchod kol. Hlavňovou výzbroj tvořil jeden kanón Mauser MG 151 ráže 20 mm v ose vrtule se zásobou 150 nábojů, dva nesychronizované kulomety Breda-SAFAT ráže 12,7 mm v křídle a jeden totožný pohyblivý kulomet ovládal pozorovatel/střelec. Pumový náklad mohl dosáhnout 820 kg. Pilot ležel na lehátku nad motorem s podepřenou částí trupu od pasu nahoru s podpěrkou hlavy, nohama se opíral do pedálů řízení. Střelec seděl za pilotem zády ke směru letu.

## Specifikace

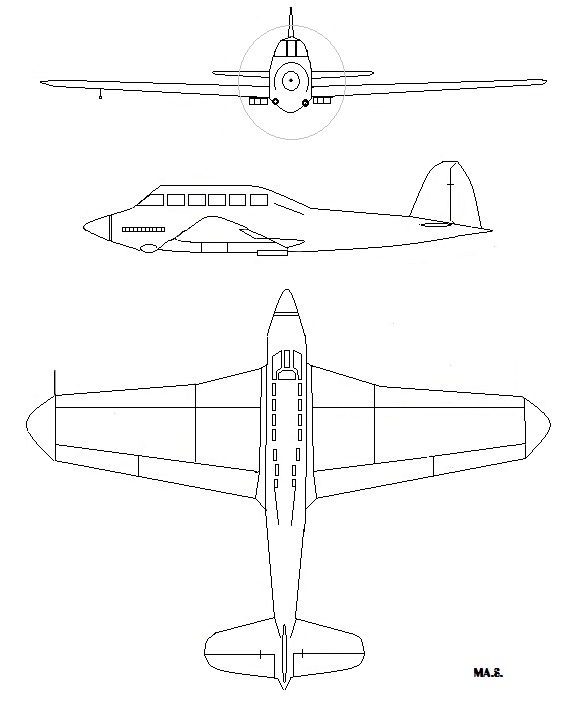
SM.93

Údaje dle

### Technické údaje
- Osádka:
- Rozpětí: 13,90 m
- Délka: 10,93 m
- Výška: 3,80 m
- Nosná plocha: 31,10 m²
- Hmotnost prázdného letounu: 3560 kg
- Vzletová hmotnost: 5500 kg
- Pohonná jednotka:

### Výkony
- Max. rychlost v 7000 m: 542 km/h
- Přistávací rychlost: 122 km/h
- Výstup na 4000 m: 5,7 min
- Dostup: 8200 m
- Dolet: 1650 km